# USS K-1 (SS-32)
USS K-1 (SS-32) – amerykański okręt podwodny o wyporności 398 ton na powierzchni, okręt prototypowy typu K. Stępkę pod jednostkę położono 20 lutego 1912 roku w stoczni Fore River, gdzie 3 września 1913 roku jednostka została zwodowana, po czym 17 marca 1914 roku okręt został przyjęty do służby w amerykańskiej marynarce wojennej. Podczas pierwszej wojny światowej okręt operował z Azorów wspierając działania aliantów na europejskim teatrze wojny. Służbę we flocie podwodnej tego kraju pełnił do roku 1923, zaś w roku 1931 wraz z innymi okrętami swojego typu został pocięty na złom.
Jednokadłubowa jednostka o długości 46,81 metra wypierała w zanurzeniu 529 ton, napędzana na powierzchni była dwoma silnikami Diesla o mocy 475 KM, w zanurzeniu zaś dwoma silnikami elektrycznymi o mocy 170 KM zasilanymi z 2 akumulatorów po 60 ogniw każdy. Okręt mógł rozwinąć na powierzchni prędkość 14 węzłów, w zanurzeniu zaś 10,5 węzła. Jednostka wyposażona była w cztery wyrzutnie torpedowe kalibru 450 mm na dziobie, z uzbrojeniem w postaci 8 torped – cztery w wyrzutniach i cztery w zapasie.